# Regimentul 1 Roșiori (1918-1920)
Regimentul 1 Roșiori a fost o mare unitate de cavalerie, de nivel tactic, din Armata României, care a participat la acțiunile militare postbelice, din perioada 1918-1920. Regimentul a făcut parte din compunerea de luptă a Diviziei 1 Cavalerie, comandată de generalul Romulus Scărișoreanu :p. 326

## Compunerea de luptă
În perioada campaniei din 1919, regimentul a avut următoarea compunere de luptă::p. 333
- Regimentul 1 Roșiori (1918-1920) - comandant: locotenent-colonel Livezeanu A. 

- Batalion 1 - căpitan:  Georgescu Gh.

## Participarea la operații

### Campania anului 1919
În cadrul acțiunilor militare postbelice, Regimentul 1 Roșiori a participat la acțiunile militare în dispozitivul de luptă al Diviziei 1 Cavalerie, participând la Operația ofensivă la vest de Tisa. :p. 326

## Comandanți
- Locotenent-colonel Livezeanu A.